# Ivan Ivanov (zanger)
Ivan Ivanov (Bulgaars: Иван Иванов - Gorna Orjachovitsa, 7 april 2000), is een Bulgaarse zanger. Ivanov vertegenwoordigde Bulgarije op het Junior Eurovisiesongfestival 2011 in Jerevan, Armenië. Hij won op 2 oktober 2011 de Bulgaarse preselectie met het nummer Supergeroy (Bulgaars: Супергерой - Nederlands: Superheld). In Armenië haalde hij 60 punten, goed voor de achtste plaats.
Hij is lid van de zanggroep New Music.

## Dansers en achtergrondzangeressen
Jonge Jon Bon Jovi, zoals zijn vrienden hem noemen, won de Bulgaarse preselectie voor het Junior Eurovisiesongfestival 2011 met zijn nummer Supergeroy, samen met de achtergrondzangeressen Mikhaela Marinova en Ioanna Marinova. Hoewel zij dezelfde achternaam hebben, zijn de twee meisjes geen familie. De dansers van het Veda Ballet maken ook deel uit van zijn optreden.

## Prijzen en onderscheidingen
Ivanov is ook winnaar van diverse nationale en internationale onderscheidingen, medailles, trofeeën en diploma's, waaronder de eerste prijs van het Ghiocelus De Argint Internationaal Festival in Roemenië (2009), de eerste prijs van het River International Arts Festival in Tutrakan, Bulgarije (2010) en de tweede prijs van het Berlijnse Pearl Europese Popmuziekwedstrijd.
In 2009 ontving hij een diploma van de Stichting Dimitar Berbatov voor zijn prestaties op muzikaal gebied.
2007: Bon-Bon ·
2008: Krestiana Kresteva ·
2011: Ivan Ivanov ·
2014: Krisia, Hassan & Ibrahim · 
2015: Gabriela & Ivan · 
2016: Lidia Ganeva · 
2021: Deni & Marti